# Енциклопедист
Енциклопедист е човек, чиито способности обхващат значителен брой различни области на познанието.
Терминът често се отнася за великите мислители на Ренесанса, които са демонстрирали отлични способности в множество области на изкуството и науката, като сред тях са Леонардо да Винчи, Микеланджело Буонароти, Галилео Галилей, Николай Коперник, Франсис Бейкън, Мигел Сервет и други. Тези мислители въплъщават идеята на енциклопедизма в ренесансова Италия, като един от неговите най-значими представители, Леон Батиста Алберти (1404-1472), казва „човек може да постигне всичко само ако има желание.“ Концепцията за човека енциклопедист се основава на ренесансовото течение на хуманизма, което развива идеята, че хората са всепохватни и неограничени в своите способности за развитие, и впоследствие това води до представата, че хората трябва да ценят знанието и да разширяват собствените си способности, доколкото е възможно.